# Mojave Trails National Monument

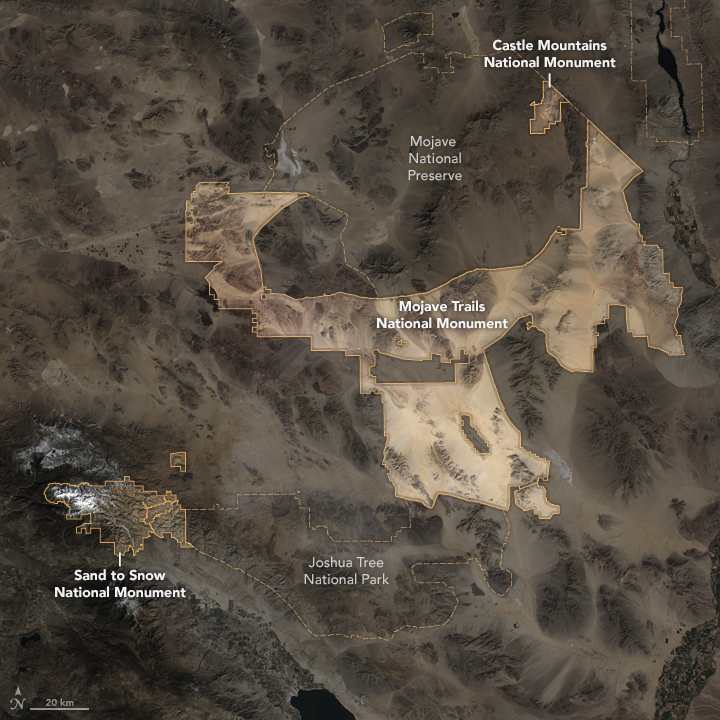
Mojave Trails National Monument und andere Schutzgebiete in der Mojave-Wüste

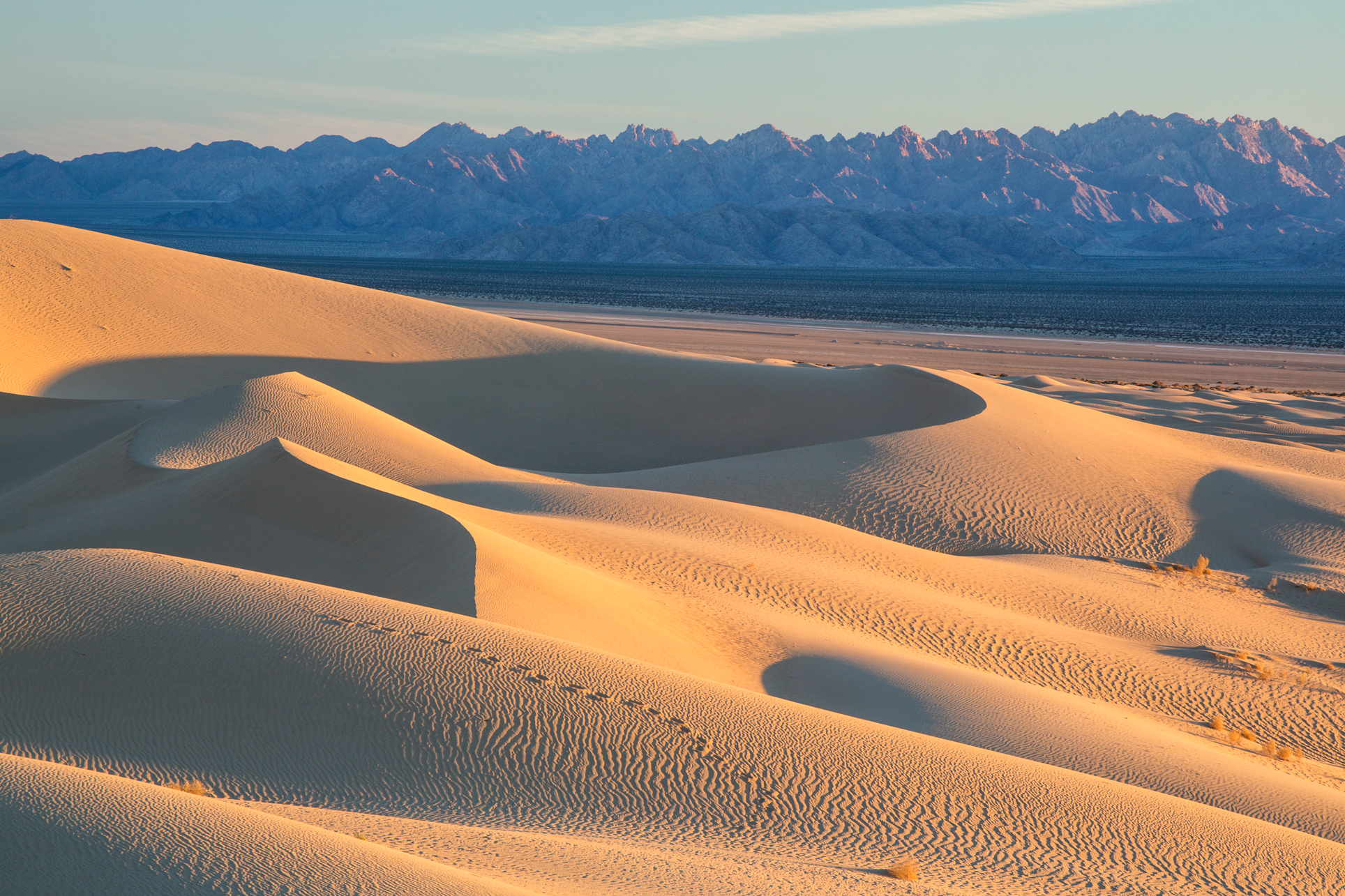
Cadiz Dünen im Mojave Trails National Monument

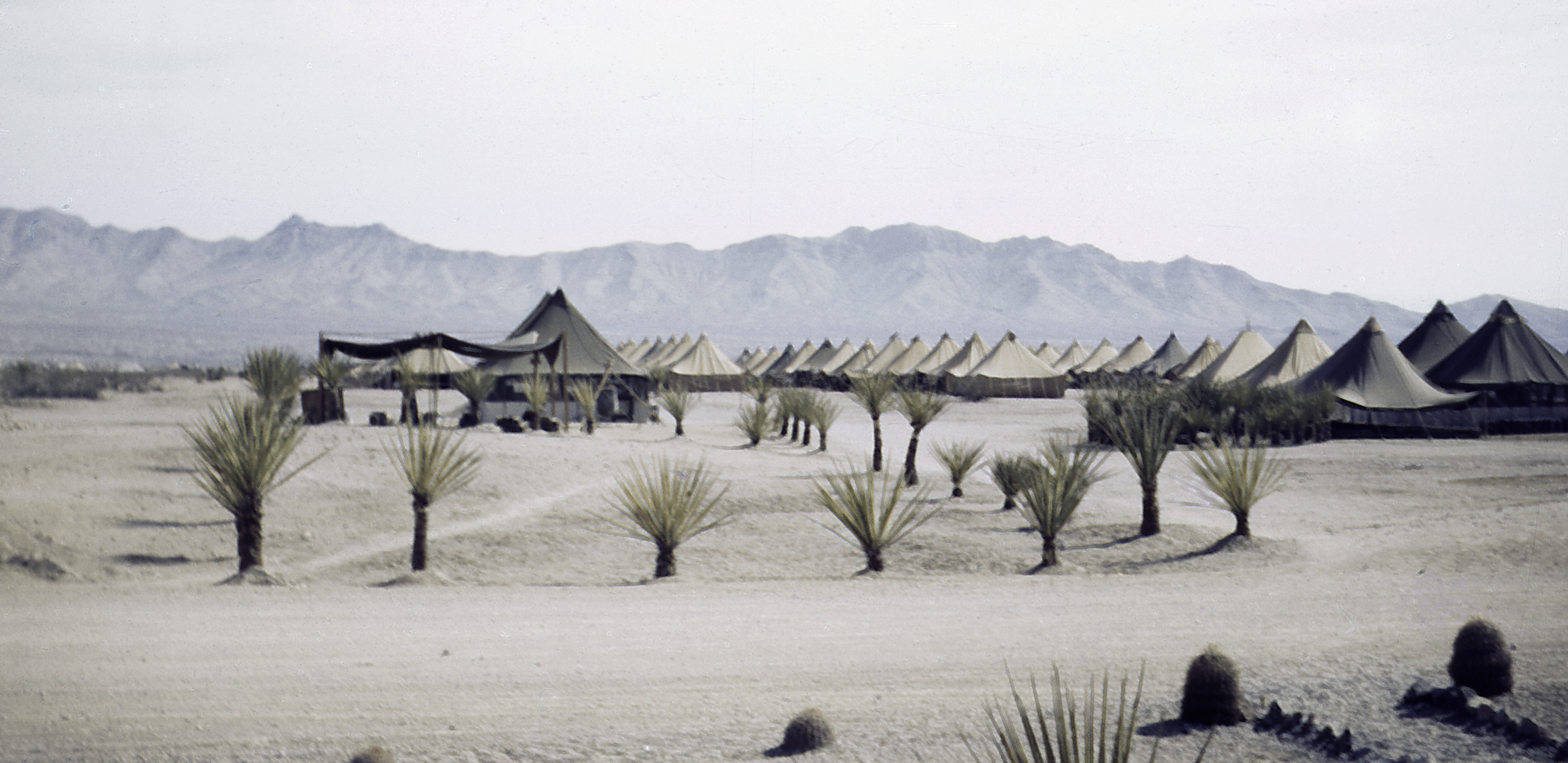
Militärlager Camp Ibis 1942

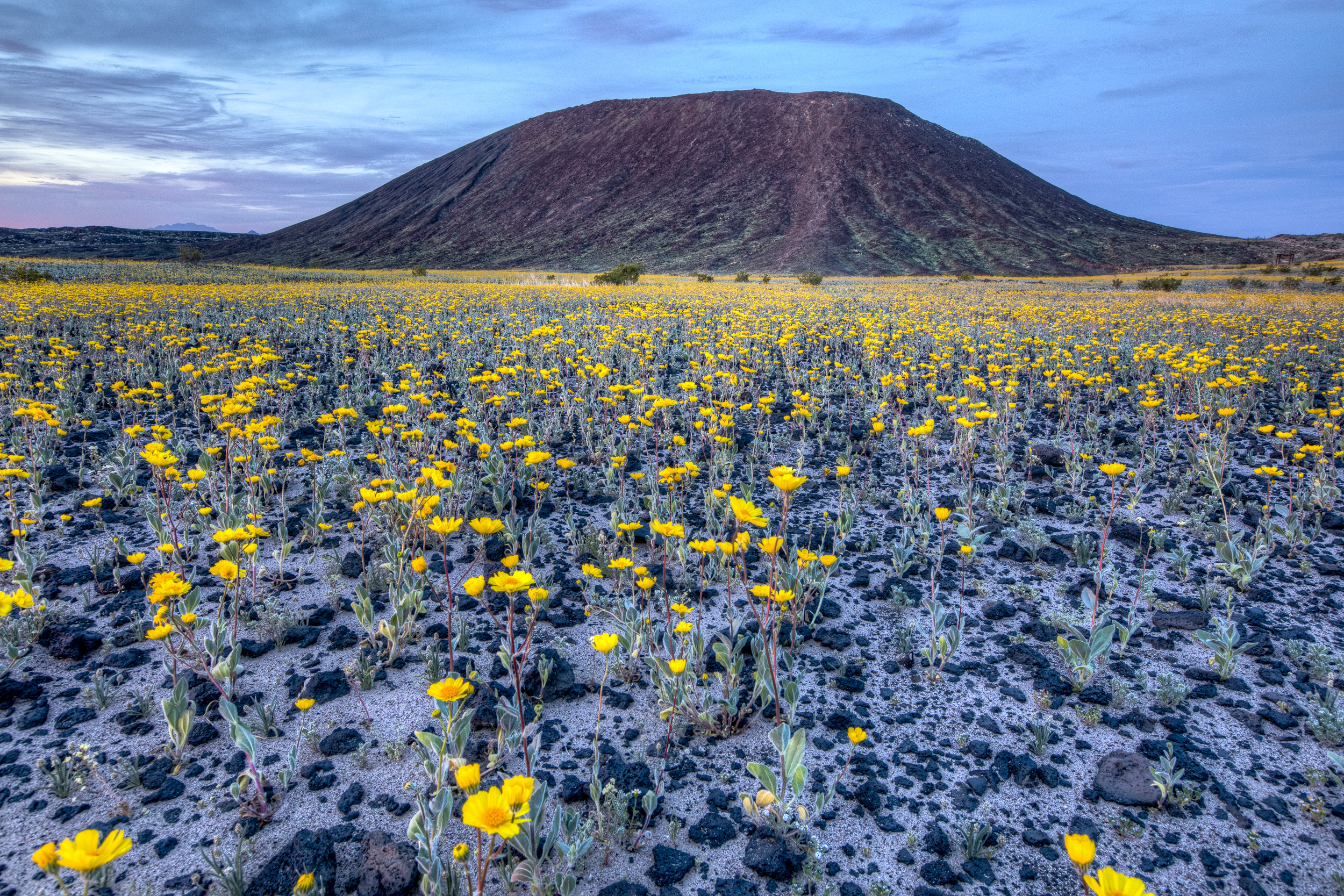
Bereich des Amboy Crater im National Monument

Das Mojave Trails National Monument ist ein US-amerikanisches National Monument im San Bernardino County im Südosten Kaliforniens. Es wurde durch Präsident Barack Obama durch eine Presidential Proclamation am 12. Februar 2016 mit einer Flächengröße von 1.600.000 Acres (6.475 km²) ausgewiesen. Das Mojave Trails National Monument liegt in der Mojave-Wüste. Das Mojave Trails National Monument grenzt im Norden an das Mojave National Preserve und im Süden an den Joshua-Tree-Nationalpark. Das National Monument umfasst Landflächen im Eigentum der US-Regierung um die fast unberührten Cadiz-Dünen. Im Schutzgebiet befindet sich ein Mosaik aus zerklüfteten Gebirgszügen, uralten Lavaströmen und spektakulären Sanddünen. 350.000 Acres waren bereits vorher als Wilderness Area ausgewiesen. Das National Monument wird vom Bureau of Land Management betreut.

## Menschliche Spuren im Schutzgebiet
Seit mehr als 10.000 Jahren leben Menschen im Gebiet der Mojave Trails und ziehen dort umher. Es befinden sich archäologische Fundstellen mit Petroglyphen, Piktogramme, alten Pfaden und Steinmetzarbeiten im Gebiet. Sie fanden sich vor allem in der Nähe von Quellen und Flüssen und an den Ufern von heute nicht mehr existierenden Seen. Das Gebiet nutzten Indianer-Stämme wie Mojave, Chemehuevi (Zweigs der Südlichen Paiute), Shoshone, Serrano und Kawaiisu. Das Ward Valley zwischen den Old Woman und Piute Mountains ist einigen dieser Stämme heilig, ebenso wie die Mesquite Hills und Crucero Hills, in denen sich mehr als 50 archäologische Stätten mit Petroglyphen, temporäre Lagern, Steinsetzungen und Töpferwaren gefunden wurden, die bis zu 4.000 Jahre zurückreichen.
Auch Spuren von den frühen spanischen Entdeckern und Händlern sind vorhanden. Im Jahr 1829 legte der mexikanische Entdecker Antonio Armijo den Old Spanish Trail durch dieses Gebiet an. Die Spuren dieses Pfades, der heute als National Historic Trail ausgewiesen ist, sind noch immer im Afton Canyon zu finden.
Durch das Mojave Trails National Monument verläuft die erste transkontinentale Eisenbahnlinie der Southern Pacific Company. Entlang dieser Strecke wurden mehrere kleinere Siedlungen und Bahnhöfe errichtet. Diese Siedlungen sind noch erhalten, einige als bewohnte Weiler, andere als verlassene Geisterstädte, und einige historische Artefakte der ursprünglichen Bahnlinie sind noch vorhanden, darunter die ursprünglichen Schienenschwellen und Gleise sowie Telegraphenmasten, deren Isolatoren und Drähte.
Ein 105 Meilen unverändertes Teilstück der Route 66 zwischen Ludlow und Needles verläuft im heutigen Schutzgebiet. Es ist der längste noch unveränderte Streckenabschnitt der Route 66. Es befinden sich ehemalige Trainingslager der US Army unter dem Kommando von George S. Patton aus der Zeit des Zweiten Weltkriegs im Wüstengebiet. Im Desert Training Center am Mojave Trail befand sich damals das größte Militär-Ausbildungslager der Welt. Mehr als eine Million Soldaten trainierten von 1942 bis 1944 im Camp Ibis, Camp Clipper, Camp Iron Mountain, Camp Granite und Camp Essex. Die Soldaten trainierten hier für den Kampf gegen die Truppen von Erwin Rommel in Nordafrika.
Im Schutzgebiet liegt der Amboy Crater, der 1973 National Natural Landmark ausgewiesen wurde. Im Gebiet liegen herausragende paläontologische Fundstellen.
Die unterschiedlich großen Privatgrundstücke innerhalb der Grenzen des National Monumentes sind nicht Teil des Schutzgebietes. Diese Privatgrundstücke können nur Teil des National Monuments werden, sofern sie freiwillig von den Vereinigten Staaten erworben werden können. Erwirbt der Bund Privatgrundstücke innerhalb des National Monument, so werden diese Grundstücke Teil des Schutzgebietes. Die Ausweisung des National Monuments hat keinen Einfluss auf die Rechte von Eigentümern von Grundstücken, welche sich nicht im Eigentum der USA befinden im oder an den Grenzen des Schutzgebietes.

## Pflanzen- und Tierarten im Schutzgebiet
Es kommen seltene Pflanzenarten im Schutzgebiet vor. Auch zahlreiche Kakteenarten sind hier zu finden, darunter die dichteste Konzentration vom Bigelow cholla cactus  (Cylindropuntia bigelovii) in Kalifornien.  Im Rahmen der laufenden Forschung im Gebiet der Mojave Trails wurden weitere Pflanzenarten entdeckt, die für die Wissenschaft neu sind und von denen viele noch nicht beschrieben wurden.
Unter den Tierarten im Gebiet befinden sich Chuckwalla, Puma,  Kalifornische Gopherschildkröte, Kitfuchs, Silberdachs, Nordamerikanisches Katzenfrett und Dickhornschaf.
Vogelarten wie Bell’s vireo (Vireo bellii), Gelbschnabelkuckuck, Willow flycatcher (Empidonax traillii), Kaninchenkauz leben im Schutzgebiet.
Es kommen die Greifvogelarten Buntfalke, Präriefalke, Rotschwanzbussard und Steinadler vor.

## Tourismus
Im National Monument ist das Übernachten gebührenfrei erlaubt, außer im Afton Canyon Area of Critical Environmental Concern und auf dem Hauptparkplatz des Amboy Crater. Camper dürfen maximal 14 Tage lang an einem einzigen Platz stehen und dann an einen neuen, mindestens 25 Meilen entfernten Ort umziehen. Die Campingplätze müssen mindestens eine viertel Meile von natürlichen oder vom Menschen geschaffenen Wasserquellen für Wildtiere entfernt sein. Lagerfeuer sind nur in genehmigten Feuerstellen und an Grills auf dem ausgebauten Campingplatz im Afton Canyon erlaubt.